# سعد الناتال
سُعد الناتال هو نوع من السعد مهده الأجزاء الجنوبية الشرقية من إفريقيا.